# Хигрофит
Хигрофити (от гръцки: hygros – „влажен“, phyton – „растение“) са растителни видове, приспособени към местообитания с постоянна висока влажност на въздуха и почвата. Хигрофитите са разпространени във всички природни зони, но са най-многобройни в екваториалните гори и влажните гори в субтропическите и умерените области покрай реки и заблатени територии.
Хигрофитите заемат междинно място между мезофитите (растенията от умерения климатичен пояс, които виреят на умерена влажност) и хидрофитите (водните растения). За разлика от тях, растенията, които са приспособени да виреят в условия на сухост на почвата, се наричат ксерофити.

## Родове хигрофити
- Adoxa;
- Agrostis;
- Bidens;
- Caltha;
- Cardamine;
- Carex;
- Catabrosa;
- Chelidonium;
- Circea;
- Cyperus;
- Drosera;
- Equisetum;
- Gallium;
- Glyceria;
- Hymenophyllum;
- Juncus;
- Lythrum:
- Oxalis, и други.